# El mundo en acción
El mundo en acción, también llamado Mundo en acción fue una serie-documental de televisión de diez capítulos, presentada por Miguel de la Quadra Salcedo, con guion de Juan José Buhigas y el propio de la Quadra-Salcedo emitida por La 1 de Televisión española.

## Temática
Con formato de documental, el conductor del programa recrea en escenarios naturales los viajes de los grandes exploradores de la historia como Marco Polo (10 programas), Francisco de Orellana, Ruy González de Clavijo o Roald Amundsen (4 programas).